# 運鹽司
運鹽司，中國古代朝廷的地方機構之一。在清朝，其上為都轉鹽運使司，為省州府建制下的分支鹽務機構，主管該地方之鹽法政令，司內設運副，主管業務。1912年，清朝滅亡以後，該機構被廢除。